# 马余强
马余强（1964年11月—），男，浙江余姚人，中国软物质物理学家，南京大学教授，中国民主促进会会员。研究领域为生命活性物质的非平衡统计物理等，发表论文数百篇，主持多个中国国家自然科学基金重点项目，中国教育部第四批“长江学者”特聘教授。2021年当选为中国科学院院士。
马余强的弟弟为中国科学院院士马余刚。

## 生平
1980年至1987年在宁波大学物理系先后攻读本科、任助教。1987年至1990年在苏州大学物理系攻读硕士。1990年至1993年在南京大学物理系攻读博士。
1993年7月至今在南京大学物理系任教，后在多个国家重点实验室任主任等职位。